# قسم (فیلم ۱۳۵۴)
قسم فیلمی به کارگردانی امیر شروان و نویسندگی سعید مطلبی محصول سال ۱۳۵۴ است.

## خلاصه داستان
رضا، پس از دریافت پول از بانک، از سوی پسر خالهٔ همسرش کبری مورد تعرض قرار می‌گیرد، و پول‌ها به سرقت می‌رود...

## بازیگران
- رضا بیک ایمانوردی
- نوری کسرایی
- علی میری
- شهناز
- احمد معینی
- فرشته
- اشرف کهن
- شادی
- زانیچ
- اکبر اصفهانی
- عباس مختاری
- علی دهقان
- فرهاد خوشبخت
- حسین شهاب
- ذبیح‌الله ذبیح‌پور
- مهران صدری
- آرزو مهران
- رضا بنی احمد